# تشارلز في. تايلور
تشارلز في. تايلور (بالإنجليزية: Charles V. Taylor)‏ هو لغوي أسترالي، ولد في 30 نوفمبر 1918، وتوفي في 2009.